# Darmont
Darmont war ein französischer Hersteller von Automobilen.

## Unternehmensgeschichte
Roger Darmont begann während des Ersten Weltkrieges mit dem Import der in England gefertigten Morgan-Dreiräder. Nach Kriegsende gründete er zusammen mit seinem Bruder André im französischen Courbevoie das Unternehmen zur Automobilproduktion. Er erwarb die Lizenz zum Bau des Morgan-Dreirads in Frankreich. Er brachte es unter dem Namen Darmont-Morgan mit leichten technischen Veränderungen in den Handel. Im Laufe der Jahre brachte Darmont noch drei weitere Modelle auf den Markt. Der 1935 vorgestellte V Junior blieb bis zuletzt der einzige vierrädrige Darmont, der in Serienproduktion ging. Mit Beginn des Zweiten Weltkrieges musste Roger Darmont Konkurs anmelden.

## Fahrzeuge

### Darmont-Morgan

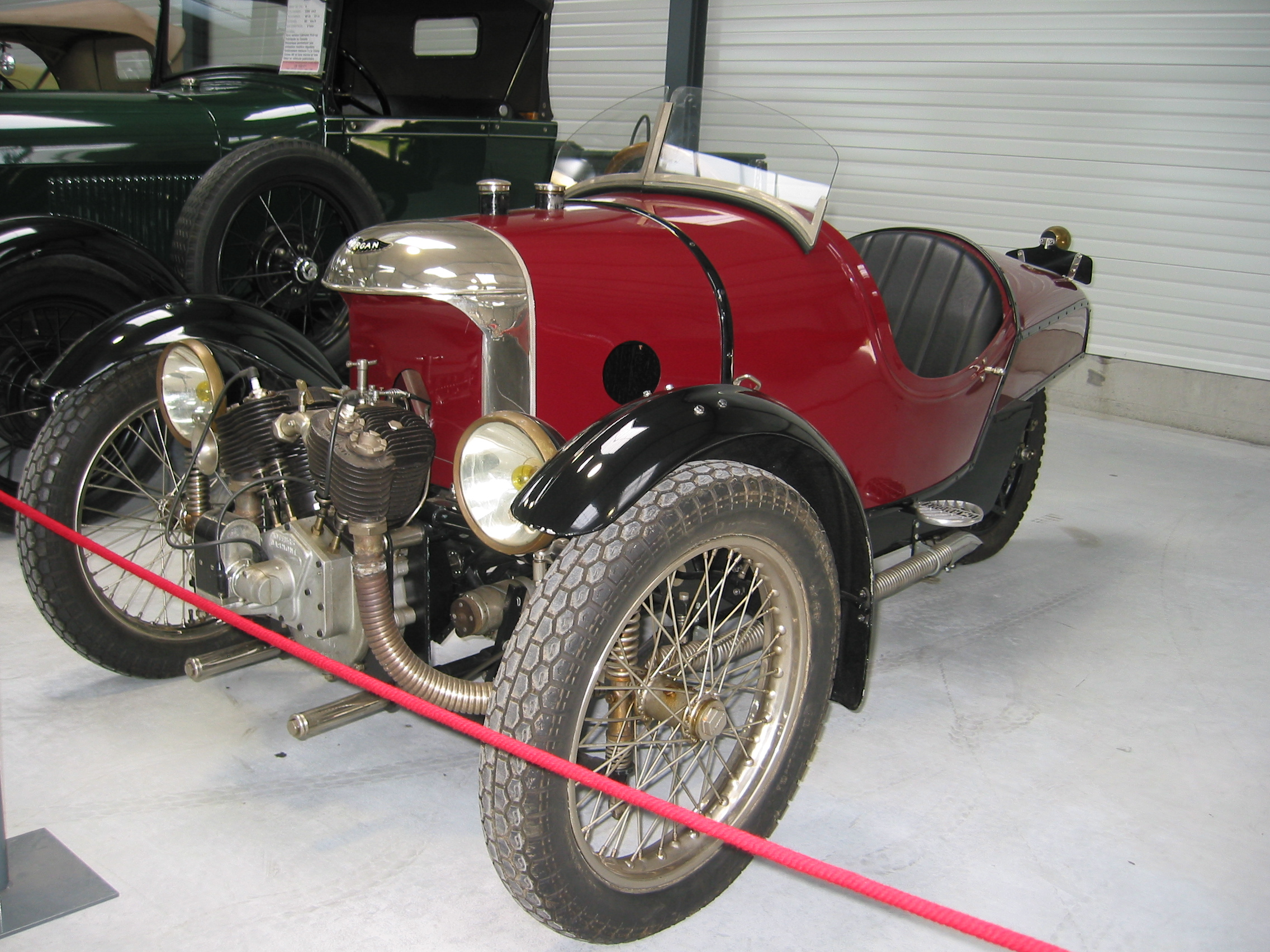
Darmont-Morgan von 1922

Der Darmont-Morgan ist bis auf kleine Änderungen baugleich mit dem frühen Morgan Threewheeler. Er wurde ab 1920 produziert. Er besaß einen vorneliegenden luftgekühlten Zweizylinder-V-Motor mit einem Hubraum von 1084 cm³. Dieser beschleunigte den Wagen bis auf eine Spitzengeschwindigkeit von etwa 125 km/h. Dieses Modell setzte Darmont erfolgreich bei mehreren Straßen- und Bergrennen ein, zum Beispiel bei der Rallye Mont Ventoux. 1921 belegte Darmont die ersten drei Plätze des Langstreckenrennens Paris-Nizza.

### Darmont Spécial

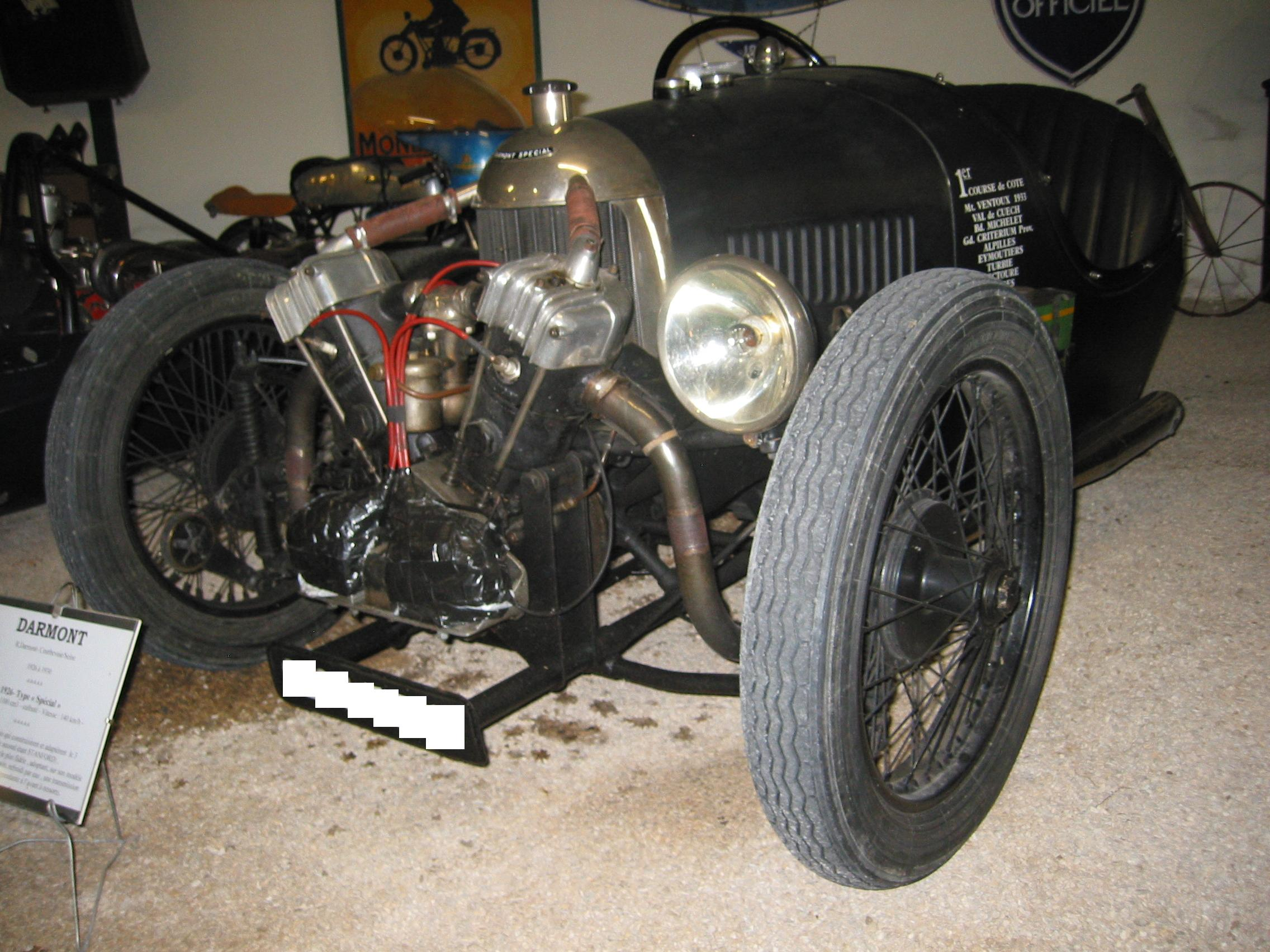
Darmont Spécial von 1926

Der Darmont Spécial wurde ab 1926 produziert. Er war ausgestattet mit einem wassergekühlten Zweizylindermotor mit etwa 1100 cm³ Hubraum. Die Spitzengeschwindigkeit lag bei 150 km/h. In den 1930er Jahren wurden auch luxuriösere Varianten des recht kargen Spécials vertrieben. 

### Darmont Étoile de France
Der Darmont Étoile de France wurde ab 1932 produziert. Er erinnert stark an den Spécial.

### Darmont V Junior

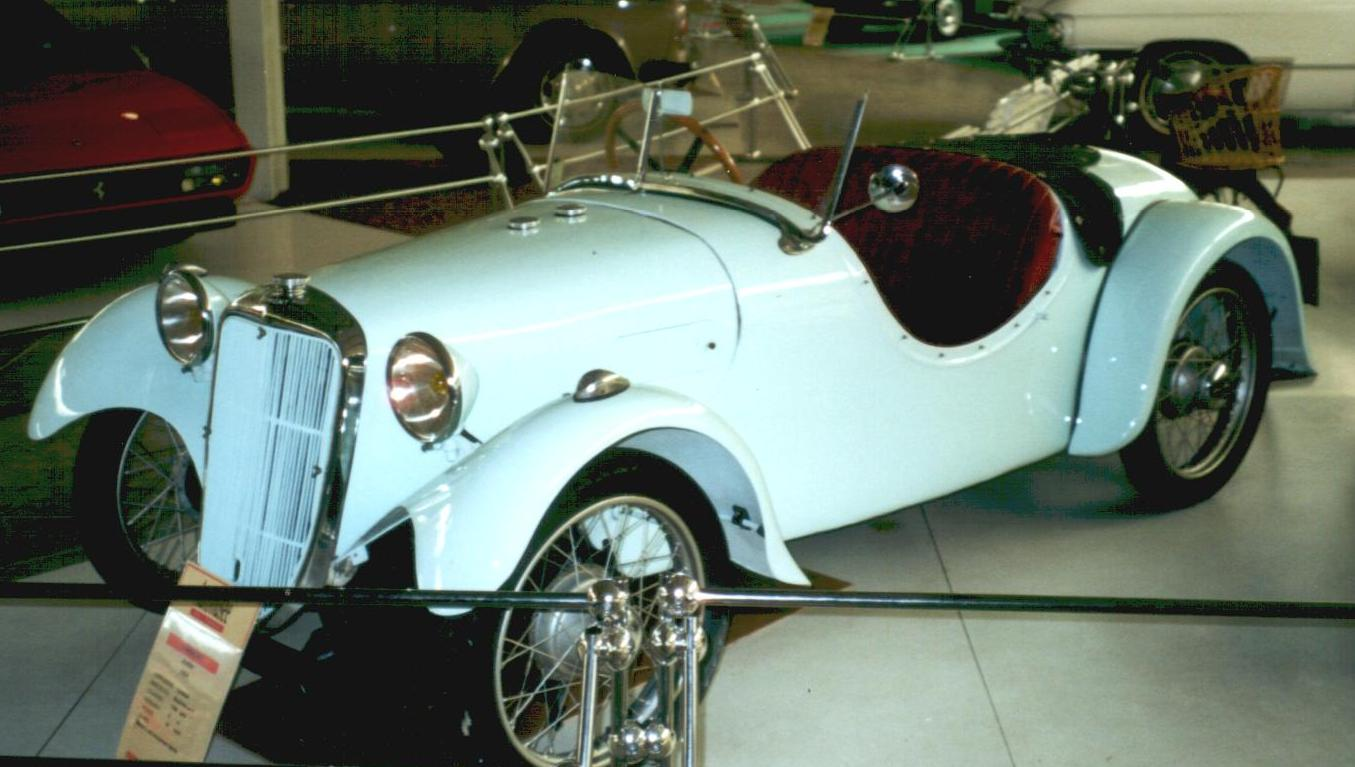
Darmont V Junior von 1935

Der Darmont V Junior ist der einzige vierrädrige Wagen, der von Darmont produziert wurde. Er wurde ab Herbst 1935 vertrieben und war mit einem Zweizylinder-V-Motor mit 1100 cm³ Hubraum ausgestattet.